# Gobnik
Gobnik este o localitate din comuna Litija, Slovenia, cu o populație de 86 de locuitori.